# Августинович Олександр
Олександр Августино́вич, власне Александер Августино́вич (пол. Aleksander Augustynowicz; нар. 7 лютого 1865, Іскриня — пом. 23 серпня 1944, Варшава) — польський живописець вірменського походження; член Краківського об'єднання художників-пластиків та Варшавського клубу польських акварелістів, дійсний член Товариства популяризації образотворчих мистецтв з 1925 року.

## Біографія
Народився 7 лютого 1865 року в селі Іскрині (тепер Коросненський повіт Підкарпатського воєводства, Польща). Середню школу закінчив у Ряшеві. Впродовж 1883–1886 років навчався у Краківській академії мистецтва у Фелікса Шиналевського, Владислава Лущкевича і Яна Матейка, у 1888 році — у художній школі Шимона Голлоші в Мюнхені.
Деякий час подорожував Італією та Угорщиною. Протягом 1890—1914 років жив і працював у Львові. Мав у місті свою приватну мистецьку школу для жінок, в якій свого часу навчалися відома львівська художниця-графік Ванда Коженьовська, живописець Марія Шаєр-Гурська та інші. У 1914—1921 роках жив у Закопаному. В 1921 році переїхав до Познані. В 1937 році, на честь 50-річчя творчості, був нагороджений Золотим Хрестом Заслуги.
З початком другої світової війни переїхав до Варшави, де загинув 23 серпня 1944 року під час Варшавського повстання.

## Творчість
Автор портретів, пейзажів, побутових сцен на гуцульську тематику. Малював аквареллю, пастеллю та олійними фарбами. Серед робіт:
- «Відпочинок» (1890);
- «Портрет Я. Кулачковського» (1890; Національний музей у Львові);
- «Автопортрет» (1896);
- триптих «Візантійські варіанти» (біля 1898; автопортрет з родиною; Львівська галерея мистецтв);
- «Автопортрет» (1899; Львівська галерея мистецтв);
- «На пасіці» (1905, Львівська галерея мистецтв);
- «Северин Обст» (1906; Національний музей у Варшаві);
- «Доньки художника» (1907);
- «Діти художника» (1907);
- «Каплиця в горах» (1907);
- «Краєвид Львова» (1908, акварель);
- «Біля старої церкви» (1910);
- «На ринку» (1910);
- «Очікування» (1912);
- «Тадеуш Рутовський-президент Львова» (1913; Львівська галерея мистецтв);
- «Підтатранський пейзаж» (1916);
- «Королева Ядвіґа» (біля 1925);
- «Портрет батька художника» (1937);
- «Материнство» (1937);
- «Жіночий портрет» (1938);
- «Сільська дівчина в червоній хустці»;
- «Портрет чоловіка».

|              |                |                      |                            |               |
| «Відпочинок» | «Северин Обст» | «Біля старої церкви» | «Портрет батька художника» | «Материнство» |

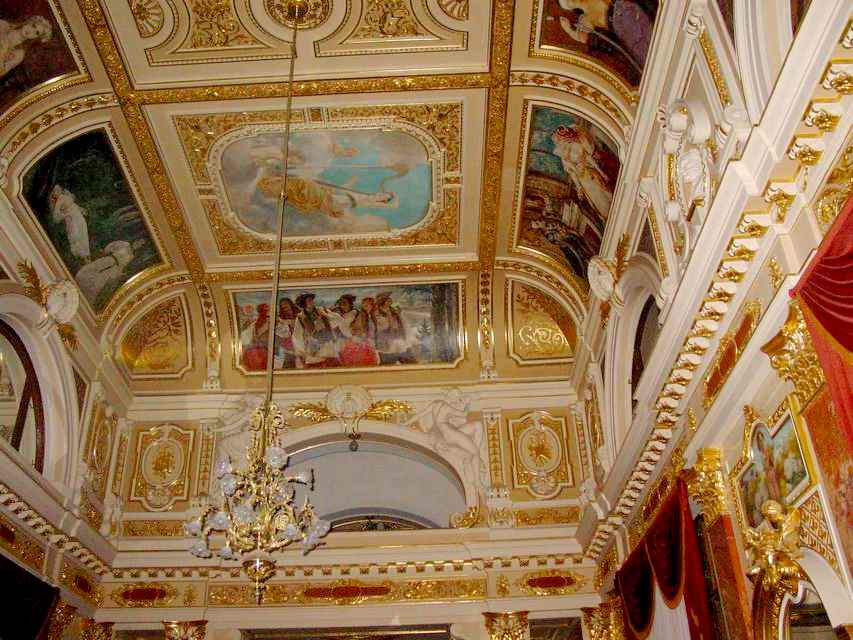
Дзеркальна зала Львівської опери.

На початку 1900-х років архітектор Зиґмунт Ґорґолевський запросив хужожника до участі в живописному оздобленні Великого міського театру у Львові, де він виконав окремі розписи для фоє, залу глядачів і дзеркального залу.
Брав участь у виставках у Кракові, Варшаві, Відні, Мюнхені, Санкт-Петербурзі, Лондоні. У 1925 році, на виставці «Польський портрет», отримав найвищу почесну відзнаку.
Твори художника зберігаються у багатьох музеях Польщі (Варшава, Познань, Краків, Бидгощ, Вроцлав, Горлиці, Ряшів, Ланьцут та інших), а також у Львові — у Львівській галереї мистецтв та Львівському музеї історії релігії.